# Piața C. A. Rosetti
Piața C.A. Rosetti (sau Piața Rosetti) este o piață ovală din București, la intersecția dintre Bulevardul Carol, Strada Vasile Lascăr, Strada Dianei și Strada R.Cristian. Piața a fost amenajată în 1895.
În mijloc se află un părculeț în care se găsește Monumentul lui C. A. Rosetti, creație a sculptorului Wladimir Hegel, turnat în bronz în anul 1902 în cadrul Școlii de arte și meserii din București și inaugurat la 20 aprilie 1903. Statuia îl înfățișează pe C. A. Rosetti așezat într-un fotoliu, cu o atitudine de meditație. Clădirile din jur au apărut mai târziu decât statuia, în perioada 1915-1935.